# Garret Graves
Garret Neal Graves (Baton Rouge, 31 gennaio 1972) è un politico statunitense, membro della Camera dei Rappresentanti per lo stato della Louisiana dal 2015 al 2025.

## Biografia
Nato e cresciuto in Louisiana, dopo gli studi Graves lavorò come collaboratore di alcuni politici fra cui Billy Tauzin, David Vitter e John Breaux.
Membro del Partito Repubblicano, dopo essere stato presidente della Coastal Protection and Restoration Authority e vicepresidente della Gulf Coast Ecosystem Restoration Task Force in seno all'Environmental Protection Agency, nel 2014 si candidò alla Camera dei Rappresentanti per il seggio lasciato da Bill Cassidy. Al ballottaggio Graves affrontò l'ex governatore della Louisiana, il democratico Edwin Edwards, riuscendo a sconfiggerlo e ad essere eletto deputato.
Sposato, è padre di tre figli.